# Charlotte March
Charlotte March (* 8. Oktober 1930 in Essen; † 29. Mai 2005 in Hamburg) war eine deutsche Fotografin.

## Leben
March besuchte in den Jahren 1950 bis 1954 die Hamburger Kunstschule Alsterdamm. 1956 wurde sie in der Meisterschule für Mode in Hamburg als Dozentin tätig. In dieser Zeit beschloss sie, Fotografin zu werden, skizzierte anfangs aber auch noch für Modezeitschriften, wie Film und Frau und Constanze. 1961 eröffnete sie ihr erstes Atelier in der Sierichstraße in Hamburg. In ihrem Frühwerk aus den frühen Nachkriegsjahren offenbart sich ihr sensibler Blick auf die Menschen in Hamburg, die am Rande der Gesellschaft lebten. Später beteiligte sie sich an der Weltausstellung der Photographie und der 2. Weltausstellung der Photographie. 1968 gewann sie den Kulturpreis der Deutschen Gesellschaft für Photographie sowie Auszeichnungen des New Yorker Art Director Clubs für ihre Fotoserien im Magazin Twen. Bis 1998 arbeitete Charlotte March in ihrem Studio in der Jarrestraße in Hamburg-Winterhude. Sämtliche Arbeiten von Charlotte March sowie ihr Nachlass befinden sich in der Sammlung Falckenberg in Hamburg.
Charlotte March lebte 51 Jahre mit dem Schauspieler Balduin Baas (1922–2006) zusammen, dem sie einen maßgeblichen Einfluss auf ihre künstlerische Entwicklung zuschrieb. Sie erhielt ebenso wie Baas eine Seebestattung.

## Werk (Auswahl)
- Ab 1956 Zusammenarbeit mit Gruner + Jahr, Brigitte, Stern.
- Erste Werbeaufträge in Paris, für Elle fotografiert.
- Ab 1960 London, Auftragsarbeiten für Werbeagenturen, Guinness-Anzeige (Jan Pugh mit Guinness-Glas, J. Walter Thompson) sowie für die Zeitschriften/Zeitungen Queen, Flair, Vanity Fair, Harper’s Bazaar, Tatler, Nova, Daily Mirror und Evening Standard.
- 1961 kam die Zeitschrift Twen heraus, Zusammenarbeit mit Willy Fleckhaus.
- 1977 Veröffentlichung des Buches Mann, oh Mann! – Ein Vorschlag zur Emanzipation des attraktiven Mannes.

Es folgen Arbeiten für die italienische Vogue, die französische Marie Claire, sowie immer wieder für die Brigitte, Stern, Quick sowie Werbeaufträge für Renault, Cockburn’s Portwein und verschiedene Zigarettenmarken.

## Ausstellungen (Auswahl)
- 1968 Verleihung des Kulturpreises der Deutschen Gesellschaft für Photographie in Köln
- 1974 Spectrum Galerie Hannover: „Modelle und Menschen“, Einzelausstellung
- 1983 Galerie The Compagnie Hamburg, Einzelausstellung
- 1986 Galerie du Jour Agnès B. Paris
- 1988 Museum Ludwig, Köln: „Bilderschauen“ anlässlich der Photokina
- 1993–94 Rheinisches Landesmuseum Bonn, Klaus Honnef
- 1995 Twen – „Revision einer Legende“, Münchner Stadtmuseum, Kurator Michael Koetzle, Gruppenausstellung; anschließend Kunsthaus Hamburg, Velbert, Schloss Hardenberg
- 1995–96 „Bildermode-Modebilder“, Kunstbibliothek, Staatliche Museen zu Berlin, Leitung und Idee F.C. Gundlach, Gruppenausstellung
- 2000–01 „Mode-Körper-Mode“, Modefotografie im letzten Jahrhundert, Museum für Kunst und Gewerbe, Hamburg, Gruppenausstellung, Leitung Gabriele Philip, Kurator F.C. Gundlach
- 2002 „Mann, oh Mann!“ Galerie Monika Mohr, Hamburg, Einzelausstellung
- 2004 „Heart Beat“ Young Gallery, Brüssel, Einzelausstellung
- 2022 "Charlotte March, Fotografin/Photographer" (Rückschau) Deichtorhallen[2]